# Монфарм
ПАТ «Монфарм» — підприємство фармацевтичної промисловості, розташоване в місті Монастирище Черкаської області, зайняте в галузі виробництва лікарських засобів.

## Історія
Підприємство засноване у 1986 році на базі спиртового заводу як «Монастирищенський фармацевтичний завод» у складі Київського фармацевтичного об'єднання «Дарниця». Фармацевтичне виробництво розпочиналось зі збирання автомобільних аптечок та комплектації водою для ін'єкції антибіотиків, що виготовлялись на головному підприємстві ФО «Дарниця». У 1987 році налагоджено випуск перших лікарських засобів у формі таблеток. Дільницю з розливу спиртових розчинів запущено в 1989 році. У 1994 році на підприємстві створено цех по виробництву супозиторіїв та були виготовлені перші партії продукції. Того ж року шляхом корпоратизації з наступною приватизацією державного підприємства Монастирищенський фармацевтичний завод реорганізовано у відкрите акціонерне товариство «Монфарм», пізніше в публічне акціонерне товариство.